# (27845) Josephmeyer
(27845) Josephmeyer (1994 TJ16) – planetoida z pasa głównego asteroid okrążająca Słońce w ciągu 3,66 lat w średniej odległości 2,37 j.a. Odkryta 5 października 1994 roku.